# Anna von Kiew

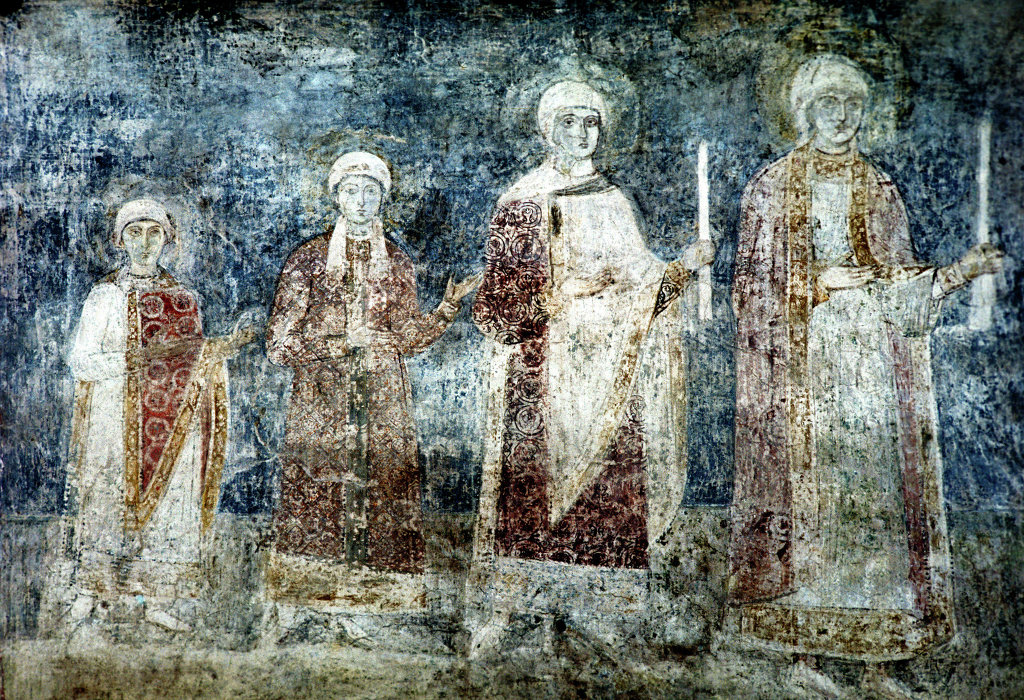
Fresko in der Kiewer Sophienkathedrale; Anna ist als zweite von rechts abgebildet.

Anna von Kiew (französisch Anne de Kiev, früher französisch Anne de Russie), auch Anna Jaroslawna und zum Teil Agnes genannt, (* 1024–1032 wahrscheinlich in Kiew; † 5. September 1075–1078/79) war als zweite Ehefrau Heinrichs I. von Frankreich von 1051 bis 1060 Königin von Frankreich.
Aus der Dynastie der Rurikiden stammend, war Anna eine prestigeträchtige Braut für den französischen König. Nach dessen Tod übernahm sie gemeinsam mit dem flandrischen Grafen Balduin V. die Regentschaft für ihren noch unmündigen Sohn Philipp I. Als sie 1061 eine zweite Ehe mit Rudolf III., Graf von Valois, einging, kam es zum Bruch mit ihrem Sohn und dem Königshof. Einige Jahre später gab es jedoch eine Versöhnung von Mutter und Sohn, und Anna nahm ab 1065 wieder am Hofleben teil, ehe sie zwischen 1075 und 1079 starb.

## Familie
Anna kam als Tochter des Großfürsten Jaroslaw des Weisen aus dem Haus der Rurikiden und dessen Frau Ingegerd von Schweden, der Tochter des schwedischen Königs Olof Skötkonung, wahrscheinlich in Kiew zur Welt. Ihr Vater hatte es verstanden, durch eine geschickte Heiratspolitik familiäre Bindungen zu vielen mächtigen Adelsdynastien in West- und Osteuropa zu knüpfen. Durch Maria Dobroniega, eine Schwester Jaroslaws, die Kasimir I. von Polen geheiratet hatte, besaß Annas Familie verwandtschaftliche Beziehungen zum polnischen Königshaus. Annas Bruder Isjaslaw hatte zudem 1043 Kasimirs Schwester Gertrude geheiratet. Annas ältere Schwester Elisabeth war durch ihre Heirat mit Harald III. Königin von Norwegen geworden, während ihre jüngere Schwester Anastasia mit dem ungarischen König Andreas I. verheiratet war. Außerdem war Anna durch die Ehe ihres Bruders Wsewolod I. mit einer Verwandten Kaisers Konstantin IX. Monomachos familiär auch mit dem byzantinischen Kaiserhaus verbunden.
Wie schon ihre beiden Schwestern vor ihr heiratete Anna einen König aus dem Westen Europas, den Kapetinger Heinrich I. von Frankreich, und wurde seine zweite Ehefrau. Aus dieser Ehe gingen drei Söhne hervor. Dies waren:
- Philipp I. (* 1052; † 1108), ab 1060 König von Frankreich
- Robert (* 1055; † um 1065[4])
- Hugo (* 1057; † 1101), ab etwa 1080 Graf von Vermandois, ⚭ 1078 Adelheid, Tochter des Grafen Heribert IV. und Erbin der Grafschaft Vermandois

Der Chronist Wilhelm von Jumièges behauptet in seiner vor 1087 entstandenen Chronik, dass das Königspaar auch eine Tochter gehabt habe, er ist jedoch der einzige mittelalterliche Geschichtsschreiber, in dessen Aufzeichnungen sich diese Äußerung findet. Gemäß der Überlieferung der römisch-katholischen Kirche könnte die heilige Edigna eine Tochter Heinrichs I. gewesen sein.
Nur kurz nach Heinrichs Tod ging Anna im Jahr 1061 eine zweite Ehe mit Rudolf III. von Valois ein und wurde dessen dritte Frau. Die Verbindung der beiden blieb aber kinderlos.

## Leben

### Kindheit und Jugend
Über Annas Kindheit und Jugend gibt es keine Aufzeichnungen, die Forschung geht aber davon aus, dass sie als Tochter des Kiewer Großfürsten eine am dortigen Hof übliche, profunde Ausbildung erhielt. Anna kannte zum Beispiel das kyrillische Alphabet und konnte ein wenig schreiben.

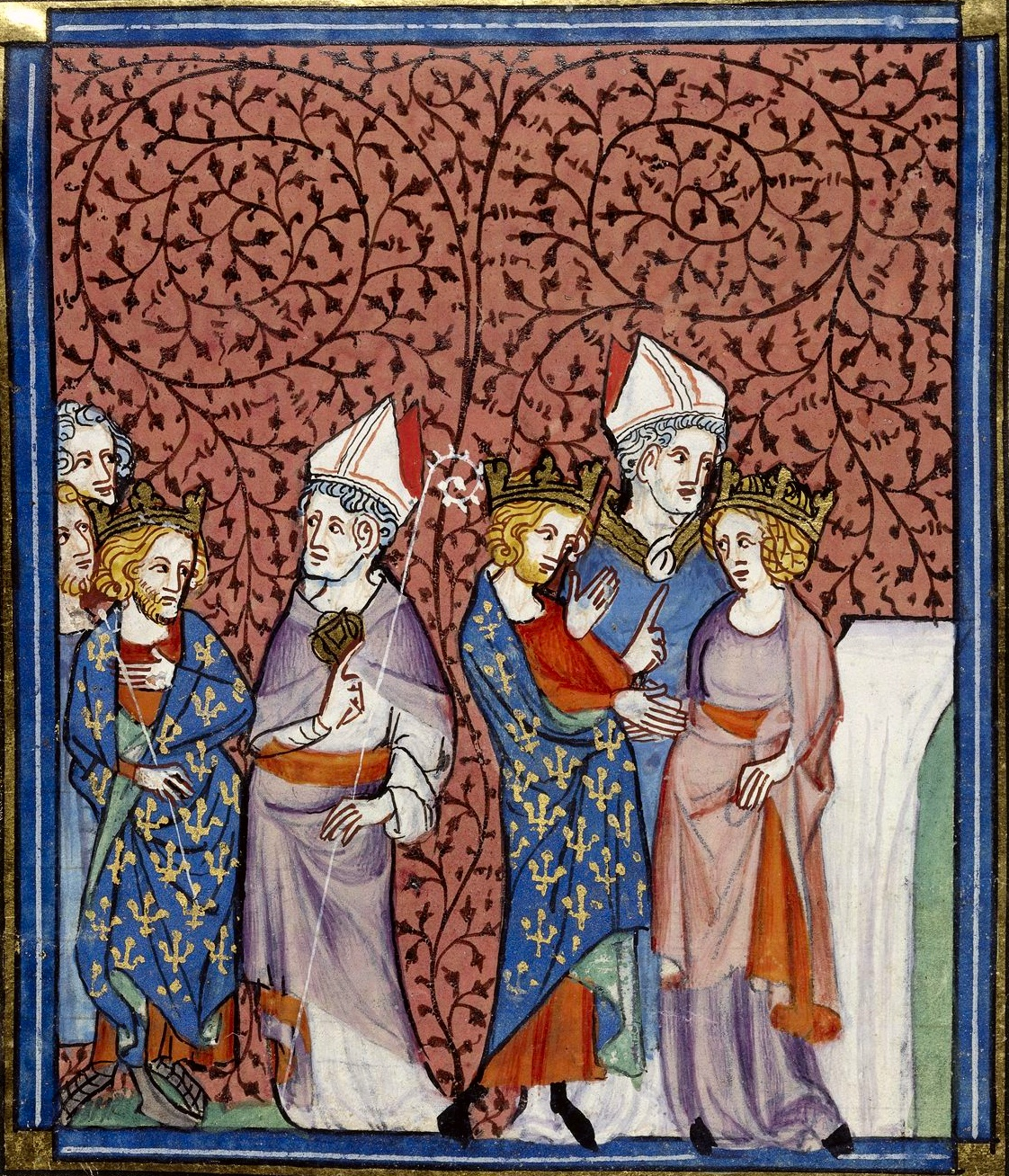
Darstellung aus den Chroniques de Saint-Denis: 1) Heinrich I. entsendet einen Bischof (links); 2) Heinrichs Hochzeit mit Anna von Kiew (rechts)

Ende des Jahres 1042/43 plante Jaroslaw der Weise, Anna oder ihre Schwester Anastasia mit dem König und späteren Kaiser Heinrich III. zu verheiraten und machte diesem ein entsprechendes Angebot, was Heinrich aber ausschlug. Rund sechs Jahre später gab es aber mit Heinrich I. von Frankreich einen anderen Bewerber um Annas Hand, der als König aus dem Westen Europas ganz nach dem Geschmack des Großfürsten war. Der französische König war nach dem Tod seiner ersten Frau Mathilde 1044 fünf Jahre unverheiratet geblieben, obwohl aus seiner Ehe keine Kinder hervorgegangen waren und somit der Fortbestand der noch jungen Kapetingerdynastie nicht gesichert war. Eine mögliche Begründung für die lange Wartezeit könnte unter anderem gewesen sein, dass es Schwierigkeiten gab, im westlichen Kulturkreis eine standesgemäße Frau für ihn zu finden, deren Grad der Blutsverwandtschaft nicht zu hoch war oder die allen Ansprüchen an eine Kapetingerkönigin genügen konnte. Heinrichs Initiative ging möglicherweise auf das Betreiben des Grafen Balduin V. von Flandern zurück. Anna war unter dynastischen Gesichtspunkten eine perfekte Braut für Heinrich I.: Sie war gebildet und aus gutem Haus, das für seine zahlreichen Nachkommen und damit für die Fruchtbarkeit seiner weiblichen Familienmitglieder bekannt war. Zudem bestand keine Blutsverwandtschaft zwischen ihr und dem französischen König. Aus politischer Sicht war die Verbindung mit der Kiewer Großfürstentochter jedoch nicht besonders erstrebenswert, denn mit der Heirat waren keine territorialen Zuwächse für das Kapetingerreich verbunden. Trotzdem traf spätestens 1049 eine Gesandtschaft Heinrichs I. in Kiew ein, um für den König um Anna zu werben. Es war aber vermutlich erst eine zweite französische Abordnung, die Anna schließlich nach den erfolgreichen Heiratsverhandlungen nach Frankreich begleitete. Darunter waren Roger II., Bischof von Châlons, Gauthier I. (der Weise), Bischof von Meaux, und Gosselin de Chaunay als Vertreter des französischen Hofs. Die früher oft zu findende Behauptung, dass auch der Mönch Ilarion Anna nach Frankreich begleitet habe, ist aus zeitlichen Gründen jedoch nahezu auszuschließen. Ebenso stellt sich die Feststellung, das Slawische Evangelium, das heute in der Stadtbibliothek von Reims aufbewahrt wird, sei seinerzeit mit Anna von Kiew nach Frankreich gekommen, als falsch heraus. Ein Inventar des Kirchenschatzes von Reims aus dem Jahr 1622 verzeichnet die Handschrift nämlich als eine Stiftung des Kardinals Charles de Lorraine-Guise aus dem Jahr 1574.

### Königin von Frankreich
Die Hochzeit Annas mit Heinrich I. fand am Pfingstsonntag, dem 19. Mai 1051 in der aus dem 9. Jahrhundert stammenden karolingischen Kirche von Reims, einem Vorgängerbau der heutigen Kathedrale, statt. Die Braut befand sich in den 20ern, ein für jene Zeit bereits fortgeschrittenes Heiratsalter, und trotzdem war sie damit um die 20 Jahre jünger als ihr 43-jähriger Bräutigam. Die Hochzeitszeremonie leitete Bischof Gauthier I. Direkt im Anschluss daran wurde Anna durch den Reimser Erzbischof Guido von Châtillon unter Mitwirkung von Roger II. von Châlons auch zur Königin gesalbt. Sie war damit die erste Kapetingerkönigin, die in Reims gesalbt wurde. Der Hochzeitszeremonie schlossen sich einwöchige Festivitäten an.
Nur ein Jahr nach der Eheschließung kam mit dem ersten Sohn des Paares der ersehnte Thronfolger zur Welt. Das Kind wurde – wahrscheinlich auf Annas Wunsch hin – auf den für die Kapetingerdynastie ungewöhnlichen Namen Philipp getauft. Allerdings trug auch von Annas Vorfahren niemand diesen Namen, und im Byzantinischen Reich war er ebenfalls nicht sonderlich verbreitet. Vielleicht bezog er sich auf den Apostel Philippus, der in der orthodoxen Kirche eine wichtige Rolle spielt, oder auf dem makedonischen König Philipp II.
In den folgenden acht Ehejahren mit Heinrich erfüllte Anna aller Wahrscheinlichkeit nach die für französische Königinnen üblichen Pflichten wie zum Beispiel Kindererziehung und Führen des königlichen Haushalts. Außerdem fielen Geschenke und Stiftungen an die Kirche in ihre Verantwortlichkeit. Sie begleitete Heinrich bei den Reisen durch sein Königreich und war Mitglied des französischen Kronrats. Indes scheint sie zunächst nicht an politischen Geschäften beteiligt gewesen zu sein, denn in Königsurkunden wurde sie in den ersten Ehejahren nicht genannt. Dies änderte sich ab spätestens Juli 1058, als Anna mehr politischer Einfluss gewährt wurde.

### Regentschaft und zweite Ehe
Als Heinrich I. am 4. August 1060 starb, war Annas ältester Sohn Philipp mit seinen acht Jahren noch unmündig. Er war jedoch schon zu Lebzeiten des Vaters im Mai 1059 zum Mitkönig gekrönt worden. Testamentarisch hatte Heinrich seinen Schwager Balduin V. von Flandern zum offiziellen Vormund des Thronfolgers ernannt. Anna übernahm aber wohl in ihrer Eigenschaft als Königinmutter und Mitglied des Kronrats in informeller Co-Regentschaft einen Teil der Regierungsgeschäfte. Dies erwähnen jedoch nur die Annales Bertholdi, alle anderen zeitgenössischen Chroniken führen ausschließlich Balduin als Regenten an. Fakt ist jedoch, dass Anna ihren Sohn bei seiner Rundreise durch Frankreich begleitete und in elf Urkunden aus den ersten Königsjahren Philipps namentlich Erwähnung findet, was als Indiz für ihre politische Mitwirkung angesehen werden kann.
Als die Königinmutter jedoch im Jahr 1061 in zweiter Ehe Rudolf III, Graf von Valois, später von Amiens, Vexin und Crépy heiratete, sorgte dies am Hof für einen Skandal und zum Bruch zwischen dem neunjährigen französischen König und seiner Mutter. Nach einer romantisch verklärten Version der Geschichte soll Rudolf III. Anna während eines Ausritts in den königlichen Wäldern von Senlis entführt und auf seine Burg in Crépy-en-Valois gebracht haben, wo ein eilig herbeigerufener Priester die beiden getraut haben soll. Um Anna ehelichen zu können, hatte Rudolf III. seine Ehefrau Eleonore von Montdidier und Peronne unter dem Vorwand des Ehebruchs verstoßen. Doch diese wandte sich mit Bitte um Intervention an Papst Alexander II., und nach einer offiziellen Untersuchung wurde die Ehe zwischen Anna von Kiew und ihrem zweiten Ehemann für ungültig erklärt. Da sich Rudolf jedoch entgegen der kirchlichen Anordnung nicht von seiner Frau trennte, hatte dies für ihn die Exkommunikation zur Folge. Es gibt aber keine Aufzeichnungen darüber, ob auch Anna von Kiew exkommuniziert wurde. Höflinge im direkten Umfeld Philipps machten sich die Heirat Annas erfolgreich zunutze, um den König gegen seine Mutter und ihren zweiten Mann aufzubringen. Bis Anfang 1065 scheint sie sich nicht mehr am Hof aufgehalten zu haben, zumindest sind für diese Zeit keine Kontakte der Königswitwe mit dem Königshof nachweisbar. Dann scheint es zu einer Aussöhnung zwischen Mutter und Sohn gekommen zu sein, denn in einer Königsurkunde vom 26. Januar 1065 erscheint Anna wieder. Sie war auch dabei, als ihr Sohn 1071 Bertha von Holland heiratete.

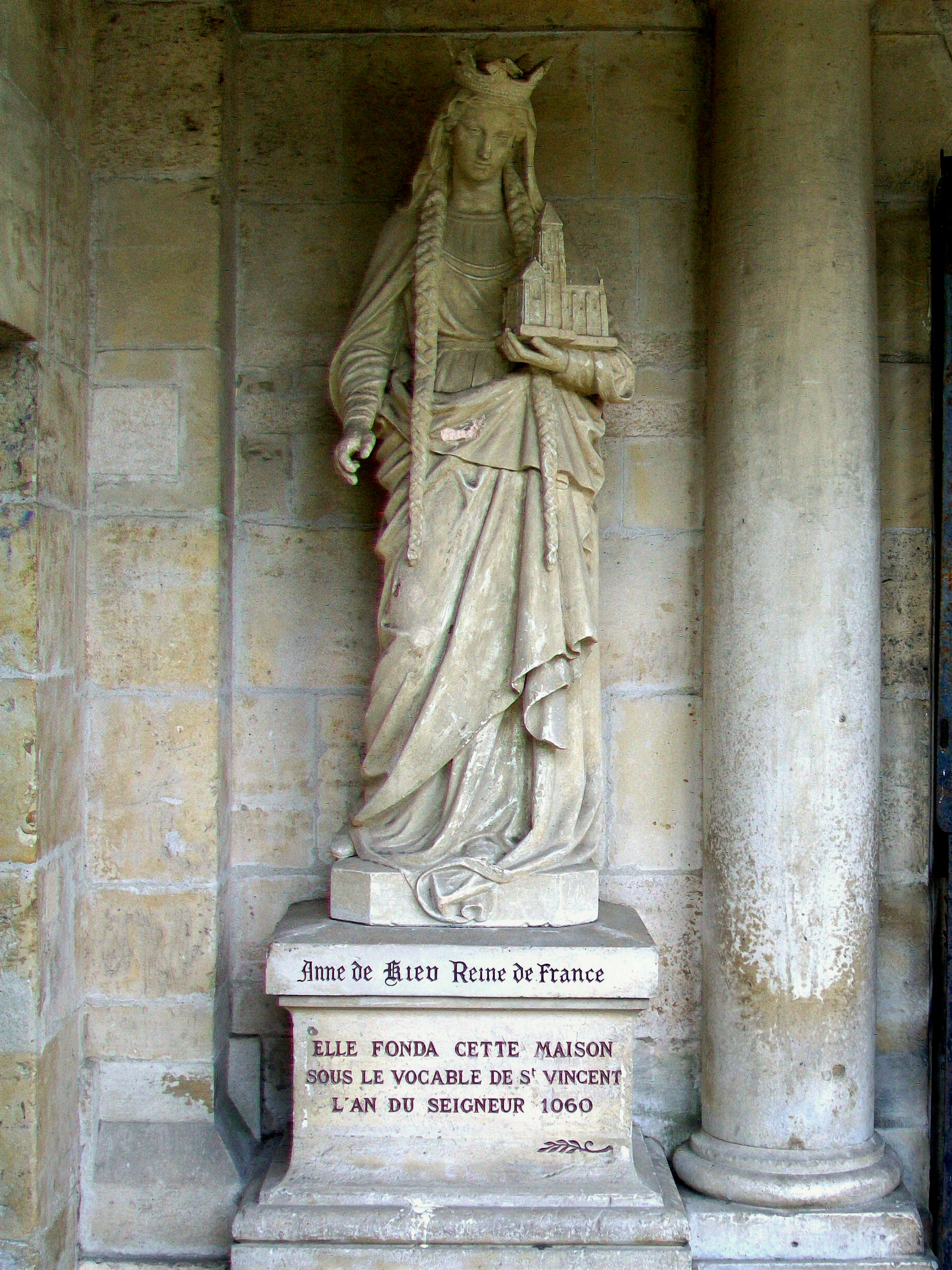
Statue Annas von Kiew in der Abtei Saint-Vincent, die an sie als Gründerin des Klosters erinnert

In Zusammenhang mit Annas Wiederverheiratung sieht die Forschung die von ihr initiierte Gründung des Augustinerchorherrenstifts Saint-Vincent in Senlis, die höchstwahrscheinlich in die Zeit zwischen 1062 und 1069 fiel. Gründung und Ausstattung des Klosters waren womöglich eine ihr abverlangte Leistung, um ihrer zweiten Ehe zu einer besseren Akzeptanz zu verhelfen. Um etwa 1062 gründete Anna mit der Benediktinerinnenabtei Saint-Rémi auch ein Frauenkloster in Senlis, das 1630 nach Villers-Cotterêts umzog.

### Letzte Jahre
Nach zwölf Jahren Ehe machte der Tod Rudolfs im September 1074 Anna ein zweites Mal zur Witwe. Möglicherweise kehrte sie an den französischen Hof zurück. In einer Urkunde aus dem Jahr 1075 wurde sie ein letztes Mal namentlich aufgeführt, danach trat sie urkundlich nicht mehr in Erscheinung. Vielleicht zog sie sich in das von ihr gegründete Kloster Saint-Vincent zurück. Ein anonymer Chronist behauptete, dass sie angeblich in ihre Heimat, die Kiewer Rus, zurückgekehrt sei.
Das genaue Todesdatum Annas von Kiew ist bis heute unbekannt. Es ist aber überliefert, dass in Senlis alljährlich am 5. September eine Messe für sie gelesen wurde, was diesen Tag als Todesdatum nahelegt. Eine Schenkung Philipps I. an die Abtei Cluny im Jahr 1079 tätigte er zur Vergebung von Sünden seines Vaters und seiner Mutter. Es steht also zu vermuten, dass Anna zwischen 1075 und 1079 verstarb. Die Grablege der einstigen Königin ist ebenfalls unbekannt. Sicher ist, dass sie weder in Saint-Denis noch neben ihrem zweiten Mann in der Abtei Saint-Arnould in Crépy-en-Valois bestattet wurde. Es spricht aber vieles dafür, dass sich ihr Grab in der Abtei Saint-Vincent befand. 1682 behauptete der Jesuitenpater Claude-François Ménestrier, er habe Annas Grab aufgrund einer Inschrift auf einer Grabplatte in der Kirche der Abtei Villiers-aux-Nonnains bei La Ferté-Alais gefunden, doch wird diese Theorie von den heutigen Mediävisten mehrheitlich als unglaubwürdig eingestuft. Überprüfbar ist Ménestriers Aussage nicht mehr, denn das in Frage stehende Grab wurde während der Französischen Revolution zerstört.